# Нермин Никшић
Нермин Никшић (Коњиц, 27. децембра 1960) босанскохерцеговачки је политичар. Од 2023. обавља функцију предсједника Владе Федерације Босне и Херцеговине, коју је вршио и између 2011. и 2015. Бивши је припадник Армије Републике Босне и Херцеговине. Члан је Социјалдемократске партије.

## Каријера
Основну школу и гимназију завршио је у Коњицу. Дипломирао је на Правном факултету Свеучилишта у Мостару 1986. године. Бавио се рукометом као играч, а потом и као тренер у РК Игман из Коњица.
Члан Социјалдемократске партије БиХ постао је 1993. Од 1988. био је запослен у Општини Коњиц на пословима референта за урбанизам, грађевинарство и стамбено-комуналне послове, потом и на месту тржишно-угоститељског инспектора. Од 1990. до 1992. године био је шеф Одјела за инспекцијске послове.
Од 1995. до 1998. године био је председник Извршног одбора Општине Коњиц. Од 1998. до 2000. године био је секретар за општу управу, стамбено-комуналне и инспекцијске послове. За заменика начелника Општине Коњиц именован је 2000. године, али је поднео оставку након што је изабран за посланика у Представничком дому Парламента ФБиХ. Од 1994. до 2004. године био је председник коњичког огранка СДП БиХ. За посланика је биран трипут узастопно. У мандату од 2002. до 2006. године био је потпредседник, а касније и председник Клуба посланика СДП БиХ. Од 2004. до 2007. године био је председник Кантоналног одбора СДП ХНК.
Председник Владе Федерације БиХ постао је у марту 2011.
На општим изборима у Босни и Херцеговини 2014. поново је био кандидат за Представнички дом Парламента Федерације БиХ и освојио нови мандат.
На Трећем ванредном конгресу СДП БиХ одржаном 6. и 7. децембра 2014. постао је председник Социјалдемократске партије БиХ.